# José Salvador Sanchis
Sanchis  Tormo est un nom espagnol. Le premier nom de famille, en général paternel, est Sanchis ; le second, en général maternel, souvent omis, est Tormo.
José Salvador Sanchis Tormo, né le 23 mars 1963 à El Genovés, est un coureur cycliste espagnol. Il évolue au niveau professionnel entre 1985 et 1991. 

## Biographie
Chez les amateurs, José Salvador Sanchis remporte notamment le Tour de Murcie et la Cinturón a Mallorca en 1984. Il représente par ailleurs son pays aux Jeux olympiques de 1984. Après ses performances, il passe professionnel en 1985 et le reste jusqu'en 1991. Durant cette période, il s'impose sur une étape du Tour de Cantabrie en 1986. Il participe également à plusieurs grands tours, avec un rôle d'équipier pour ses leaders. Sa fin de carrière est perturbée par une lourde chute sur le Tour d'Espagne en 1990. 
Une fois sa carrière sportive terminée, il ouvre vers El Genovés un magasin de cycles, qu'il agrandit ensuite à Xàtiva. Il devient en outre organisateur de courses cyclistes sur ses terres natales. Sa fille Anna a elle aussi pratiqué ce sport en compétition,. 

## Palmarès

### Palmarès amateur
- 1982
  - Tour de Murcie
- 1984
  - Cinturón a Mallorca
  - 2e de la Subida a Gorla

### Palmarès professionnel
- 1986
  - 5ea étape du Tour de Cantabrie

## Résultats sur les grands tours

### Tour de France
4 participations
- 1985 : 128e
- 1986 : hors délais (18e étape)
- 1987 : 35e
- 1988 : 111e

### Tour d'Italie
2 participations
- 1989 : 24e
- 1991 : abandon (18e étape)

### Tour d'Espagne
3 participations
- 1986 : 62e
- 1987 : 61e
- 1989 : 48e
- 1990 : abandon (12e étape)
- 1991 : 70e